# Neodaksha quadriguttata
Neodaksha quadriguttata är en insektsart som först beskrevs av Walker 1879.  Neodaksha quadriguttata ingår i släktet Neodaksha och familjen Flatidae. Inga underarter finns listade i Catalogue of Life.